# 鞑靼内丝白粉菌
鞑靼内丝白粉菌（学名：Leveillula taurica）是属于白粉菌目白粉菌科内丝白粉菌属的一种真菌，寄生在蒺藜科植物上。该种分布于中国、伊朗、俄罗斯、阿富汗等地。